# دلیلش تویی
دلیلش تویی (به هندی: Wajah Tum Ho) فیلمی محصول سال ۲۰۱۶ و به کارگردانی ویشال پاندیا است. در این فیلم بازیگرانی همچون شارمان جوشی، گورمیت چودهری، سنا خان، راجنیش دوگال، شرلین چوپرا و زرین خان ایفای نقش کرده‌اند.